# 최강민
최강민(1966년 ~ ) 대한민국의 문학평론가이다. 2002년 조선일보 신춘문예에 문학평론이 당선되어 평론 활동을 시작했다. 2004년 비평전문지 《작가와 비평》을 창간하고 편집주간으로 활동했다. 2012년 웹진 《문화 다》의 발행인이자 편집주간이 되었다. 첫 평론집 《문학 제국》(2009년)으로 문학계의 낡은 관행과 모순을 비판했고, 두 번째 평론집 《비공감의 미학》(2010년)으로 문단 주류의 지배 질서에 공감하지 않음을 드러내었다.

## 학력
- 1986년 ~ 1992년:중앙대학교 국어국문학과 학사
- 1992년 ~ 1994년:중앙대학교 대학원 국어국문학과 석사
- 1994년 ~ 2000년:중앙대학교 대학원 국어국문학과 박사

## 저서
- 《문학 제국》. 실천문학사. 2009년. ISBN 9788939206137
- 《비공감의 미학》. 작가와비평. 2010년. ISBN 9788995593400
- 《고독한 말》. 작가와비평. 2014년. ISBN 9791155921210